# Починок-Чапков
Починок-Чапков — деревня в Костромском районе Костромской области. Входит в состав Сандогорского сельского поселения.

## География
Находится в юго-западной части Костромской области на расстоянии приблизительно 51 км на север по прямой от железнодорожной станции Кострома-Новая на левом берегу реки Кострома.

## История
Еще в 1840 году была нанесена на карту Шуберта. В 1872 году здесь было учтено 17 дворов, в 1907 году здесь отмечено было 35 дворов. Название населенного пункта и его статус с годами менялся. Изначальный починок Чапкова стал починком Чапков и, наконец, уже в XXI века это деревня Починок-Чапков.

## Население
Постоянное население составляло 105 человек (1872 год), 160 (1897), 230 (1907), 43 в 2002 году (русские 100 %), 19 в 2022.